# 菲蓋拉-達福什
菲蓋拉-達福什（葡萄牙語：Figueira da Foz，葡萄牙語發音：[fiˈɣɐjɾɐ ðɐ ˈfɔʃ] ⓘ）是葡萄牙科英布拉區的市镇与城市，位於大西洋岸、蒙德古河河口北側。2004年城區人口27,742人，全市62,601人。

## 歷史
新石器時代已有人煙，而最早的文獻記載見於1096年。1771年3月12日建鎮，1882年9月20日設市。
傳統認為城名是來自一棵漁民用於綁起漁船的無花果樹，但歷史學家Nelson Borges則認為城名是「河口」的意思。

## 經濟
旅遊業著名，有Rainha das Praias（海濱之后）的雅號。另有造紙、造船、水泥、魚類制品、玻璃等工業。